# Elecciones provinciales de Córdoba de 1918
Las elecciones generales de la provincia de Córdoba de 1918 tuvieron lugar el 17 de noviembre del mencionado año para elegir al Gobernador y Vicegobernador del período 1919-1922. Se realizaron varios meses después de las elecciones legislativas, en las que la oficialista Unión Cívica Radical (UCR), había triunfado por amplio margen ante una oposición dividida.
El resultado fue, sin embargo, adverso para el radicalismo cordobés. Debido a su división en un sector "azul" (favorable al gobierno nacional) y un sector "rojo" (opositor), el radicalismo concurrió con dos candidaturas diferentes, la fórmula azul Elpidio González - Rómulo Argüello, y la fórmula roja Alberto Durrieu - Irinco de Anquín. Ya las divisiones habían propiciado la derrota del radicalismo en varios procesos electorales legislativos o municipales, lo cual provocó la renuncia de Eufrasio Loza a la gobernación y la llegada al poder de Julio Borda, su vicegobernador. En contraste, el conservadurismo, carente de consenso a nivel nacional, se presentó en Córdoba bajo el Partido Demócrata con la fórmula Rafael Núñez - Jerónimo Del Barco. De este modo, el PD obtuvo una estrecha victoria con 36.169 votos contra 34.517 del radicalismo azul y 2.418 del radicalismo rojo.
Tras la proclamación de Núñez como gobernador electo, el radicalismo, que después de las elecciones legislativas se encontraba a escasos diputados de lograr mayoría absoluta a nivel nacional, comenzó a discutir la posibilidad de intervenir la provincia. Sin embargo, el presidente Hipólito Yrigoyen vetó el proyecto, argumentando que el proceso electoral había sido limpio y que contaría con su apoyo cualquier gobierno provincial que se adhiriera a los preceptos constitucionales. De este modo, Núñez y Del Barco asumieron el cargo el 17 de mayo de 1919.